# C/2006 P1 (Макнота)
Комета Макнота, також відома як Велика комета 2007 року із найменуванням C/2006 P1 є неперіодичною кометою, що була відкрита 7 серпня 2006 року шотландсько-австралійським вченим Робертом Макнотом за допомогою використання Південного телескопа Шмідта Уппсала. Це була найяскравіша комета за останні 40 років та її можна було побачити неозброєним оком для спостерігачів, що знаходилися у Південній півкулі в січні та лютому 2007 року.
Комета стала другою за яскравістю з 1935 року із орієнтовною видимою зоряною величиною в -5.5. Близько свого перигелію, 12 квітня, вона була видима при денному освітленні у всьому світі. Максимальна виміряна довжина хвоста комети була оцінена в 35 градусів у довжину.
Яскравість C/2006 P1 була підвищена завдяки передньому розсіюванню.

## Відкриття
Макнот виявив комету на ПЗЗ зображенні 7 серпня 2006 року під час звичайних спостережень для Огляду Сайдинг-Спрінг, що займався пошуком навколоземних об'єктів, які могли становити потенціальну загрозу зіткнення із Землею. Комета була відрита в сузір'ї Змієносець, та на той час світила доволі тьмяно — із видимою зоряною величиною в приблизно +17. У період з серпня по листопад 2006, шлях комети з Змієносця в Скорпіон знімався та відстежувався, а видима зоряна величина комети у цей період дійшла до відмітки у +9, чого все ще було мало для спостереження комети неозброєним оком. У більшу частину грудня, комета засвічувалася сяйвом Сонця.
Після відновлення нормальних умов спостереження, стало зрозуміло, що комета яскравішала у швидких темпах, тим самим досягнувши необхідної відмітки зоряної величини, при якій можливо бачити небесне тіло неозброєним оком, у січні 2007 року. Вона була видимою для спостерігачів Північної півкулі, до приблизно 13 січня, у Стрільці та сусідніх сузір'ях. Перигелій комети спостерігався 12 січня на відстані 0.17 а.о. Така відстань була достатньою, щоб комета могла спостерігатися з космічної Сонячної та Геліосферичної Обсерваторії (СОГО). Комета потрапила в поле зору камери СОГО LASCO (ширококутний та спектрометричний коронограф) C3 12 січня, та її можна було побачити в Інтернеті майже в реальному часі. Комета покинула поле зору СОГО 16 січня. Через невелику відстань до Сонця, наземні спостерігачі Північної Півкулі мали змогу побачити комету у невеликий проміжок часу, але за умови достатньо яскравих сутінків.
При досягненні перигелію 12 січня, комета стала найяскравішою з часів комети Ікея — Секі у 1965 році. Space.com назвали комету Великою кометою 2007 року. 13 та 14 січня комета досягла своєї максимальної видимої зоряної величини в -5.5. Також вона була достатньо яскрава для спостережень вдень за 5°–10° на південний схід від Сонця з 12 по 14 січня. Перигей (найближча точка до Землі) комета пройшла 15 січня 2007 року на відстані 0.82 а.о. від Землі.
ПІсля проходження Сонця комета Макнота стала видимою для Південної півкулі. В Австралії, відповідно до даних, зібраних Обсерваторією Сайдинг-Спрінг в Кунабарабрані, де комета і була відкрита, комета мала досягнути своєї теоретичної максимальної відмітки в блиску у неділю 14 січня, одразу після заходу Сонця, де вона мала бути видимою на 23 хвилини. 15 січня, комета спостерігалася у Пертській обсерваторії із оціненою видимою зоряною величиною в -4.0.

## Зонд «Улісс»

Анімація траєкторії Улісса з 6 жовтня 1990 року по 29 червня 2009 року

Космічний апарат «Улісс» здійснив неочікуваний проліт через хвіст комети Макнота 3 лютого 2007 року. Докази їх зустрічі були опубліковані 1 жовтня 2007 року в журналі The Astrophysical Journal. Улісс пролетів крізь газовий хвіст комети на відстані 260 мільйонів кілометрів (160 мільйонів миль) від ядра комети, і покази приладів показали, що в цьому регіоні існує «складна хімія».
Спектрометр йонного складу сонячного вітру (SWICS) на борту «Улісса» визначив та дослідив хімічний склад хвоста комети Макнота та виявив неочікувані йони в ньому. Це був перший випадок виявлення йонів Оксигену O3+ поблизу комети. Це свідчить про те, що йони сонячного вітру, які спочатку не мали більшості своїх електронів, отримали частину електронів під час проходження крізь атмосферу комети.

SWICS також виміряв швидкість сонячного вітру та виявив, що навіть на відстані 260 мільйонів кілометрів (160 мільйонів миль) від ядра комети, її хвіст гальмував його швидкість майже на половину від нормальної. Швидкість сонячного вітру зазвичай має бути приблизно 700 кілометрів (435 миль) на секунду на такій відстані від Сонця, але всередині 1онного хвоста комети він був менше від 400 км (250 миль) на секунду. 
Це мене дуже здивувало. Далеко за орбітою Марса сонячний вітер відчув збурення цієї маленької комети. Розібратися в фізиці явища буде серйозним викликом для нас, теоретиків

— Майкл Комбі,
Професор Джордж Глоклер, головний дослідник Спектрометра йонного складу сонячного вітру (SWICS), сказав, що це відкриття було важливим, оскільки склад комети розповів їм про умови, існувавші приблизно 4,5 мільярдів років тому, коли формувалася Сонячна система.
Тут ми отримали безпосередній зразок цього давнього матеріалу, який дає нам найкращу інформацію про склад комети. Ми все ще знаходимося в процесі з'ясування того, про що це нам говорить. Ми з'ясовуємо частину від всієї загадки. Переваги такого спостереження є важливими. Вони обмежують взаємодію таких комет із Сонцем, включаючи те, як комети втрачають масу. Вони також досліджують питання про те, як раптова поява нейтрального та холодного матеріалу взаємодіє з гарячою сонячною плазмою. Це відбувається в інших місцях Всесвіту, і ми змогли виявити та дослідити це прямо тут

— Томас Зурбухен,

## Період
Комета C/2006 P1 виникала з хмари Оорта протягом мільйонів років. Вона слідує гіперболічній траєкторії (з оскулюючим ексцентриситетом, більшим за 1) під час проходження через внутрішню частину Сонячної системи, але ексцентриситет впаде нижче 1 після того, як вплив планет перестане діяти на комету, і вона залишилася прив'язаною до Сонячної системи як і хмара Оорта.
Для об'єктів із таким високим ексцентриситетом барицентричні координати Сонця є більш стабільні, ніж геліоцентричні координати. Використовуючи JPL Horizons, барицентричні орбітальні елементи для епохи 2050 року генерують велику напіввісь у 2050 астрономічних одиниць і період приблизно 92 700 років